# Tidsskriftet Valravn
 For alternative betydninger, se Valravn (flertydig). (Se også artikler, som begynder med Valravn)
Tidsskriftet Valravn (ISSN 1601-9687) var et hedensk tidsskrift om samfund og kultur, der udkom fra april 2002 til februar 2008 i Danmark. Det udkom regelmæssigt en gang i kvartalet og var finansieret delvist ved abonnementer og delvist ved reklamer.
Redaktør på alle 24 numre var Morten (Grølheim) Grølsted, der også havde været initiativtager og medstifter af Forn Siðr – Asa- og Vanetrosamfundet i Danmark.
Tidsskriftets ambition var at gøre resten af samfundet opmærksom på, at de, der dyrker guderne fra den nordiske mytologi i det moderne samfund ikke er en flok rollespillere eller fritidsvikinger og at asetro er en alvorligt ment tro med et værdisæt, som tidsskriftet ønskede være med til at udbrede accepten af.
Valravn indeholdt artikler om aktuelle emner, der ikke bare berørte asetromiljøet, men anlagde en asetro synsvinkel på generel samfunds- og kulturpolitik. Der blev bragt interviews med personer, der var relevante og interessante for miljøet, samt debatartikler hvor skribenter fik lejlighed til at causere over et for asetromiljøet relevant emne, der lå skribenten på sinde.
Der var en fast rubrik med teologisk debat, hvor miljøet som sådan kunne vende emner, vedrørende gudedyrkelsen.